# Вирккала, Теэму
Те́эму Са́кари Ви́рккала (фин. Teemu Sakari Wirkkala; род. 14 января 1984, Коккола, Финляндия) — финский метатель копья.
В 2016 году претендовал на членство в сборной Финляндии на летних Олимпийских играх 2016 года, борясь за лучший результат с Ари Маннио на соревнованиях 21-24 июля в Оулу.

## Спортивные результаты
| Год                    | Соревнование                      | Город (страна)         | Место                  | Дисциплина             | Результат              |
| Представляет Финляндия | Представляет Финляндия            | Представляет Финляндия | Представляет Финляндия | Представляет Финляндия | Представляет Финляндия |
| ---------------------- | --------------------------------- | ---------------------- | ---------------------- | ---------------------- | ---------------------- |
| 2001                   | Чемпионат мира среди юношей       | Дебрецен, Венгрия      | 7                      | копьё (700 гр)         | 70,98 м                |
| 2002                   | World Junior Championships        | Кингстон, Ямайка       | 7                      | копьё                  | 70.98 m                |
| 2003                   | Чемпионат Европы среди юниоров    | Тампере, Финляндия     | 1                      | копьё                  | 79,90 м                |
| 2005                   | Чемпионат Европы U23              | Эрфурт, Германия       | 6                      | копьё                  | 74.97 m                |
| 2006                   | Чемпионат Европы                  | Гётеборг, Швеция       | 13 (q)                 | копьё                  | 79.05 m                |
| 2007                   | Чемпионат мира                    | Осака, Япония          | 12                     | копьё                  | 78.01 m                |
| 2007                   | Всемирный легкоатлетический финал | Штутгарт, Германия     | 4                      | копьё                  | 80,20 м                |
| 2008                   | Олимпийские игры                  | Пекин, Китай           | 5                      | копьё                  | 83,46 м                |
| 2009                   | Finnish Championships             | Эспоо, Финляндия       | 1                      | копьё                  | 85,84 м                |
| 2009                   | Чемпионат мира                    | Берлин, Германия       | 9                      | копьё                  | 79,82 м                |
| 2009                   | Всемирный легкоатлетический финал | Салоники, Греция       | 6                      | копьё                  | 80,50 м                |
| 2010                   | Чемпионат Европы                  | Барселона, Испания     | 5                      | копьё                  | 81.76 m                |
| 2012                   | Чемпионат Европы                  | Хельсинки, Финляндия   | -                      | копьё                  | NM                     |
| 2013                   | Чемпионат мира                    | Москва, Россия         | 17 (q)                 | копьё                  | 79.50 m                |